# Rudolf Mönnich

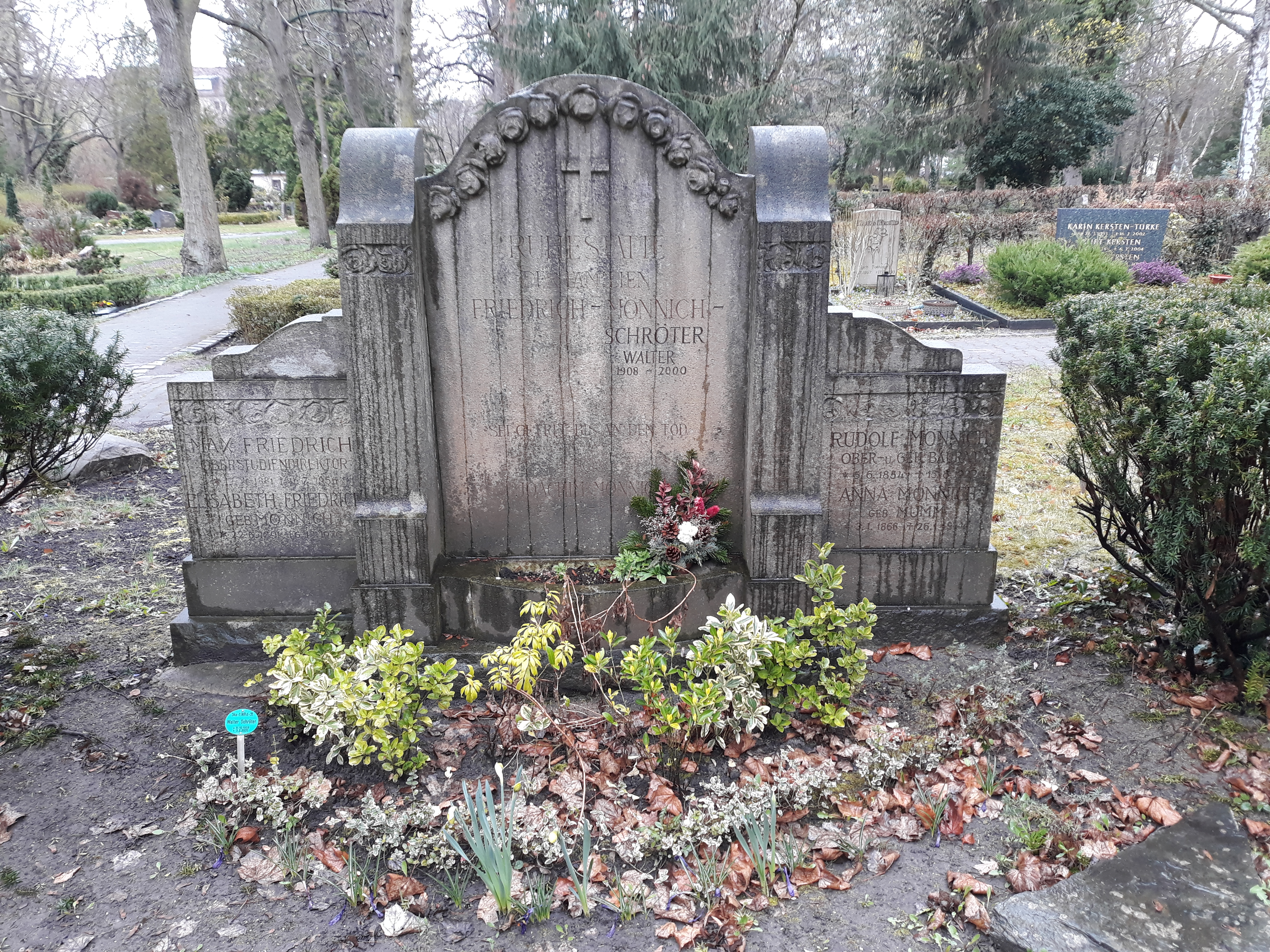
Das Grab von Rudolf Mönnich und seiner Ehefrau Anna geborene Mumm im Familiengrab auf dem Friedhof Steglitz in Berlin

Rudolf Mönnich (* 5. Juni 1854 in Osnabrück; † 13. August 1922 in Berchtesgaden) war ein deutscher Architekt und preußischer Baubeamter.
Nach dem Studium in Berlin war Mönnich im Staatsdienst tätig. Von 1894 bis 1907 war er Mitglied der Ministerial-Baukommission und von 1907 bis 1922 arbeitete er im preußischen Ministerium der öffentlichen Arbeiten in Berlin. Mönnich entwarf Gerichtsgebäude in ganz Preußen – darunter einige gemeinsam mit Paul Thoemer – und leitete zum Teil auch deren Bau.
1938 wurde die Wönnichstraße in Berlin-Lichtenberg (Ortsteil Rummelsburg), die vorher Friedrichstraße hieß, nach ihm benannt. Der Name beruht vermutlich auf einem Schreibfehler.

## Bauten (Auswahl)
Innerhalb der preußischen Justizbauverwaltung war Mönnich u. a. an Entwurf und Ausführung folgender Gerichtsgebäude beteiligt:
- 1896–1904: Land- und Amtsgericht Berlin I, Berlin-Mitte, Littenstraße
- 1901–1906: Landgericht Berlin III, Berlin-Charlottenburg, Tegeler Weg
- 1901–1906: Amtsgericht Schöneberg, Berlin-Schöneberg, Grunewaldstraße
- 1901–1906: Amtsgericht Wedding, Berlin-Gesundbrunnen, Brunnenplatz
- 1902–1906: Kriminalgericht Moabit, Berlin-Moabit, Turmstraße
- 1902–1906: Amtsgericht Groß-Lichterfelde, Berlin-Lichterfelde, Ringstraße
- 1903–1906: Amtsgericht Pankow/Weißensee, Berlin-Pankow, Kissingenstraße
- 1903–1906: Amtsgericht Lichtenberg, Berlin-Lichtenberg, Roedeliusplatz
- 1903–1907: Amtsgericht Weißensee, Berlin-Weißensee, Parkstraße
- 1909–1913: Kammergericht Berlin, Berlin-Schöneberg, Elßholzstraße
- 1913–1917: Land- und Amtsgericht Düsseldorf, Mühlenstraße